# Ар'яна
Ар'яна (араб. أريانة) — місто в Тунісі, центр однойменного вілаєту. Населення — 97 687 осіб (2004).